# Rivière Beaven
Pour les articles homonymes, voir Beaven.
La rivière Beaven est un cours d'eau coulant dans la municipalité de Arundel (Québec), dans la municipalité régionale de comté (MRC) de Les Laurentides, dans la région administrative des Laurentides, au Québec, au Canada.

## Géographie
Le lac Beaven constitue le plan d'eau principale de la rivière Beaven.

## Toponymie
Le terme Beaven constitue un patronyme de famille d'origine anglophone.
Le toponyme rivière Beaven a été officialisé le 1er décembre 1983 à la Commission de toponymie du Québec.